# Endomitoza
Endomitoza je nepotpuna deoba ćelije, pri kojoj se dele samo hromozomi, a jedro ostaje nepodeljeno, tako da u ćeliji ostaje dvostruki (diploidni) broj hromozoma. Kod stapanja dvaju takvih polnih ćelija s neredukovanim brojem hromozoma nastaje tetraploidni organizam.

## Načini deobe ćelije
Dva su načina deobe ćelije koja odstupaju od tipične podele/deobe ćelije:
- Slobodna deoba jedra;
- Endomitoza;

## Endomitoza
Za razliku od mitotičke deobe jedra gde se, zahvaljujuci formiranom deobnom vretenu (koje se formira u procesu mitoze), novi hromozomi koji nastaju autoreprodukcijom, odnosno reduplikacijom hromatida, pravilno rasporedjuju na dva nova jedra, nastala deobom, imamo slučajeve da se kod nekih ćelija ili kompleksa tkiva i u procesu normalnog razvića, u procesu deobe jedra izostane formiranje deobnog vretena, dok se hromozomi normalno reprodukuju, pa se taj poseban tip reduplikacije hromozoma unutar jedra, a bez razvića mitotičkog aparata naziva endomitoza.
Za vreme endomitoze hromozomi prolaze ceo mitotički ciklus, ali pošto nema formiranja deobnog vretena, svi reduplicirani hromozomi ostaju u jednom jedru, pri čemu se sačuvaju jedrova opna i jedarce.

### Faze Endomitoze
Endomitoza ima svoje četiri faze i to: endoprofaza; endometafaza; endoanafaza; endotelofaza.
Oblici endomitoze su raznovrsni, ali još uvek nedovoljno izučeni.
Pri ponovljenim endomitozama u ćelijama diferenciranih tkiva obrazuju se gigantska jedra, koja mogu da sadrže nekoliko hromozomskih garnitura (genoma). Pojava obrazovanja većeg broja hromozomskih garnitura (genoma), usled procesa endomitoze, naziva se poliploidija. Shodno tome jedra koja imaju 4n hromozoma nazivamo tetraploidna, sa 8n oktoploidna, itd…
Tetraploidne i uopšte poliploidne biljke, jedra, kao i ćelije u kojima se takva jedra nalaze, krupnija su od ostalih jedara, odnosno ćelija, pa se te biljke odlikuju snažnijim rastom i većom otpornošću., usled čega pojava poliploidije može imati veoma praktičan značaj.